# Air Enthusiast
Air Enthusiast byl britský časopis o letectví, vydávaný skupinou Key Publishing. Původně začal vycházet pod názvem Air Enthusiast Quarterly v roce 1974 jako doplněk k časopisu Air International (věnovaného současnému letectví) zaměřený na historii letectví.
Každé vydání mělo rozsah 80 stran, následkem toho některé články vycházely na pokračování v několika po sobě následujících číslech. Air Enthusiast byl ilustrován černobílými i barevnými fotografiemi, diagramy, plánky, kresbami a třípohledovými profily. Raná vydání obsahovala i průřezové pohledy na letouny, ale od nich bylo později upuštěno. Články se v detailech zaobíraly řadou letadel i událostí. 
Během své existence byl časopis postupně vydáván třemi různými vydavatelskými společnostmi, a jednou vyměnil šéfredaktora. Prvních šestnáct let jeho existence tuto funkci spoluzastávali William Green a Gordon Swanborough, v roce 1991 vystřídaní na dalších šestnáct let Kenem Ellisem.
Časopis přestal vycházet v září 2007, kdy vyšlo jako poslední číslo 131.